# Stangenglas

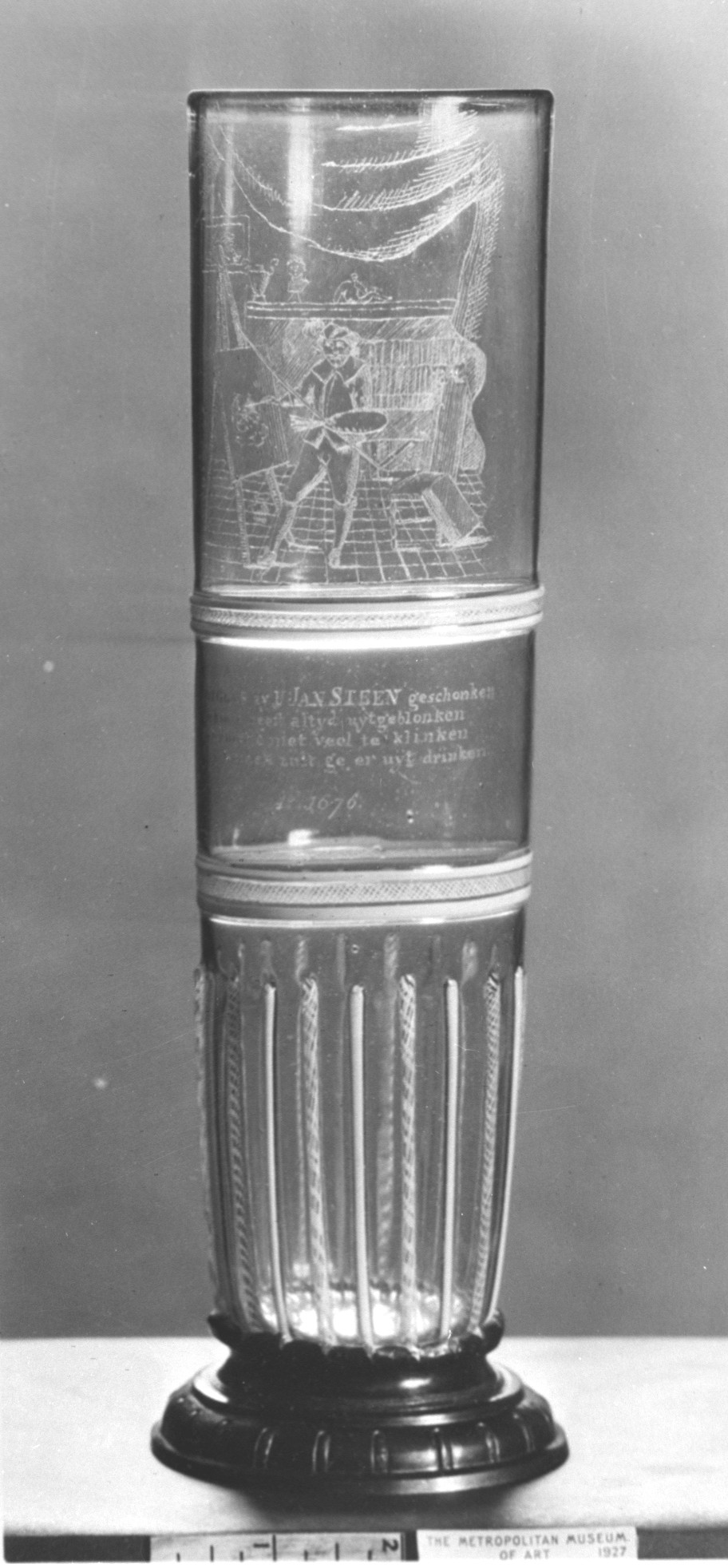
Eredeti (17. századi) rúdpohár

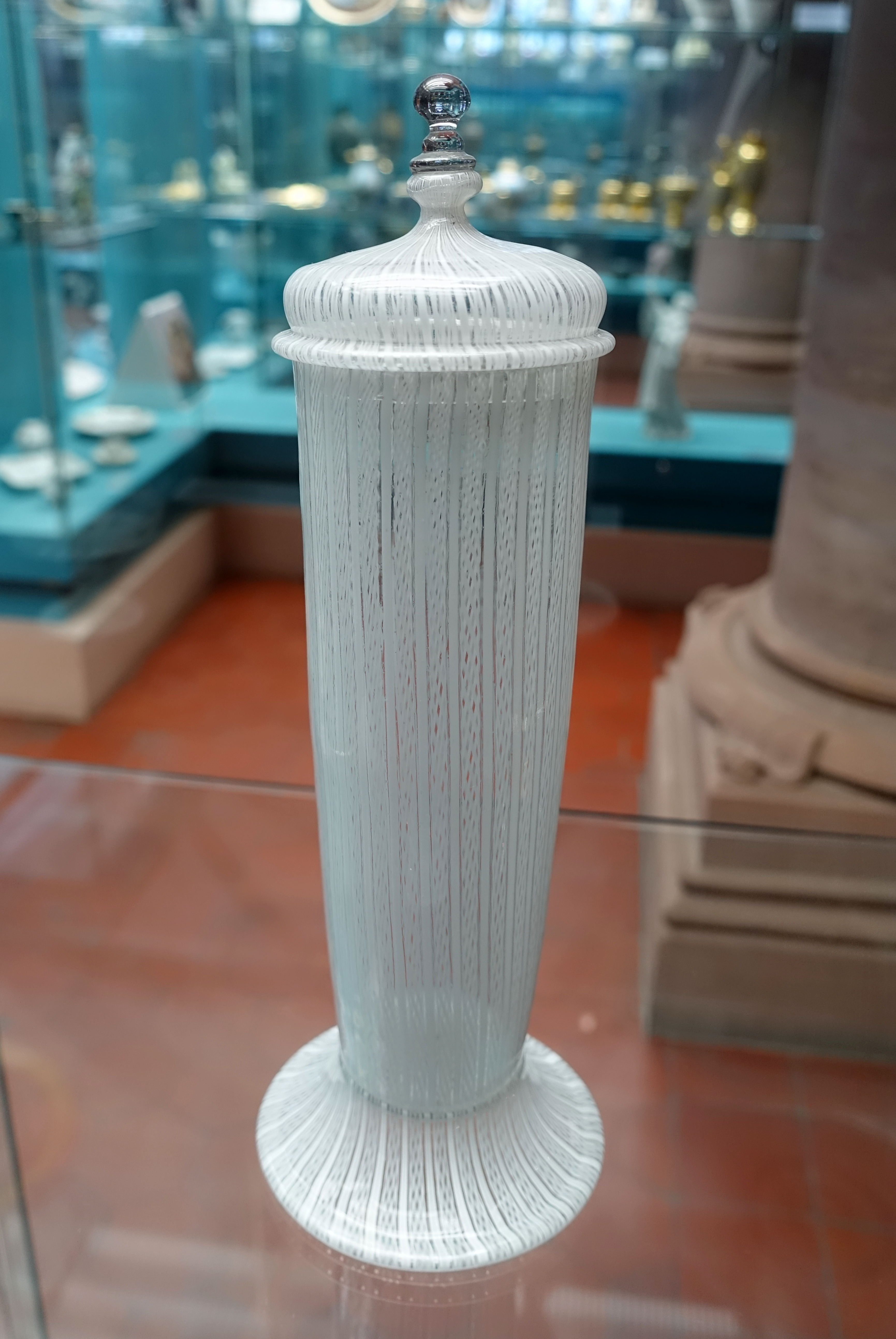
Velencében. a 16. század végén készült fedeles változat

A Stangenglas („rúdpohár”) a 16. század tipikus német ivóedénye.

## Anyaga, megmunkálása
a 20-40 cm magas rúdpohár üvegből készült.

## Története
Miután a 17. század közepén sikerült az „a la facon de Venise” (velencei módra készített) kristályüveget előállítani, a német üvegek színvonala megközelítette a velenceiekét, csak kissé homályosabbak és szürkésebbek voltak. Ezt a hiányosságukat a rendkívül színvonalas zománcfestés ellensúlyozta. A velenceiektől eltérően a német mesterek gyakran az évszámot is felírták munkáikra, ami nagyon megkönnyíti a régészek munkáját. A díszítő elemek igen változatosak. Kiemelendő a színes üvegmasszák használata és a csiszolás. Jellegzetes díszítmények a melegen applikált üvegcseppek.
A „rúdpohár ” név arra utal, hogy a 20–40 c magas pohár rendkívül keskeny volt.

## Használata
Főleg sört ittak belőle.